# Allobates zaparo
La rana saltarina zápara (Allobates zaparo) es una especie de anfibio anuro de la familia Aromobatidae.
Se distribuye por las regiones amazónicas del río Napo y del río Pastaza, en el centroeste de Ecuador y en el norte de Perú, entre 200 y 1000 m de altitud. Vive en hábitats poco alterados: bosques primarios o buenos bosques secundarios. Es una rana diurna que suele encontrarse entre la hojarasca, donde también pone sus huevos, que después de eclosionar, son llevados hasta arroyos por los adultos.